# Amir Karić
Amir Karić, slovenski nogometaš, * 31. december 1973, Orahovica Donja, Jugoslavija. 
Igral je na položaju branilca ali vezista.

## Slovenska reprezentanca
Bil je član slovenske zlate nogometne generacije in za Slovenijo igral na evropskem prvenstvu v nogometu 2000 in svetovnem prvenstvu v nogometu 2002. 
Za slovensko reprezentanco je odigral v letih 1996−2004 64 tekem in dosegel 1 gol, ki ga je dosegel že na svoji prvi tekmi za slovensko reprezentanco 21. maja 1996 proti Združenim arabskim emiratom (2:2). 
Zadnjo tekmo za slovensko reprezentanco je odigral v kvalifikacijah za svetovno prvenstvo v nogometu 2006, 9. oktobra v Celju proti Italiji (1:0). 

## Klubi
V svoji karieri je igral pri klubih: Nogometni klub Rudar Velenje, Maribor Branik, Železničar Maribor, Gamba Osaka in Ipswich Town. V sezoni 2009/10 je igral pri NK Koper.

## Zasebno življenje
Tudi njegova sin Sven in hči Tija sta nogometaša.